# Saab 96
El Saab 96 es un automóvil fabricado y comercializado por la empresa sueca Saab desde 1960 hasta enero de 1980, reemplazando al Saab 93. El 96 presentaba una carrocería aerodinámica de dos puertas, asientos para cuatro pasajeros y al principio un motor de tres cilindros y dos tiempos, y más adelante un V4 de cuatro tiempos.

## Diseño de la carrocería

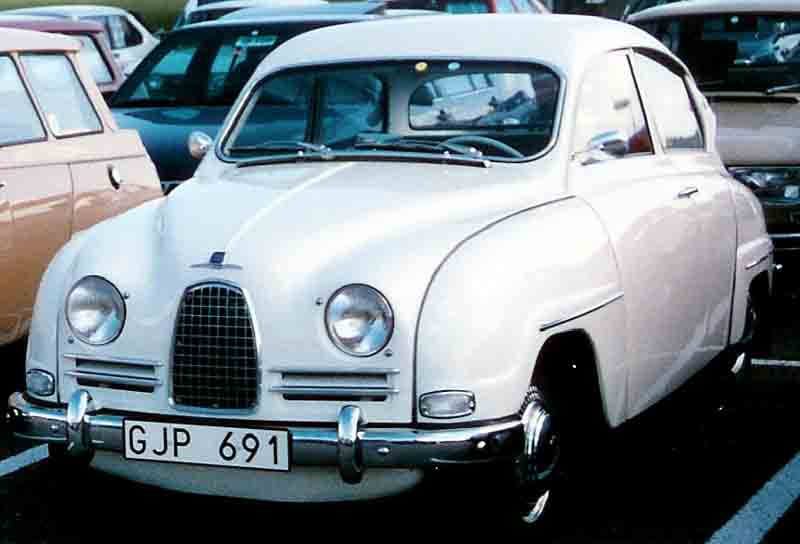
Saab 96 De Luxe de 1961

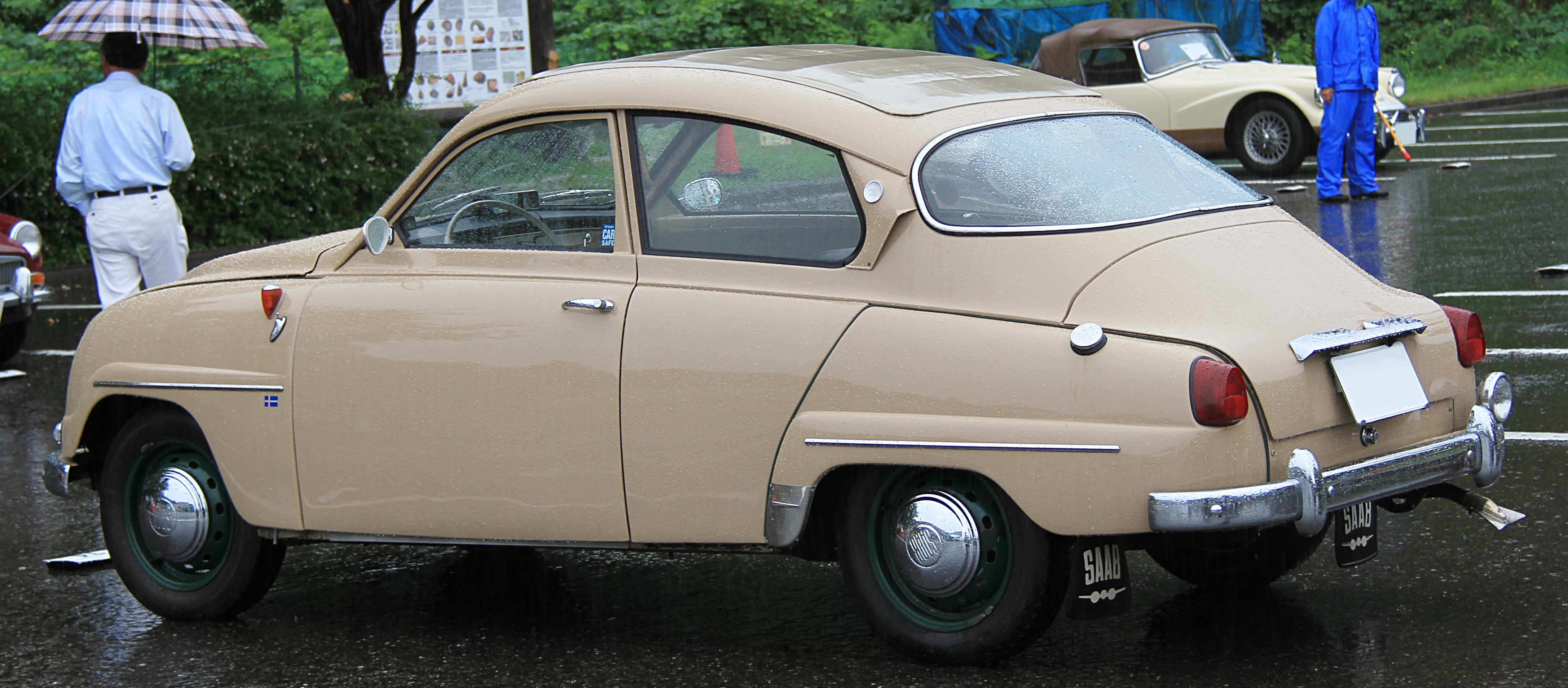
Vista trasera de un Saab 96 de 1961 con techo corredizo

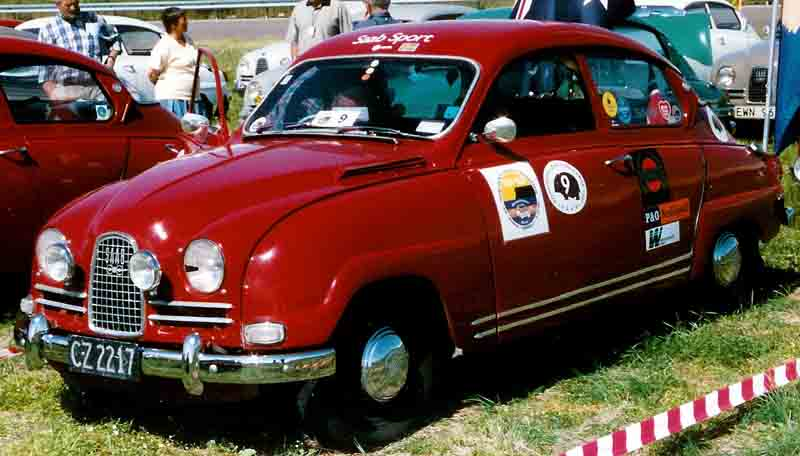
Saab Sport, una versión modificada del Saab 96

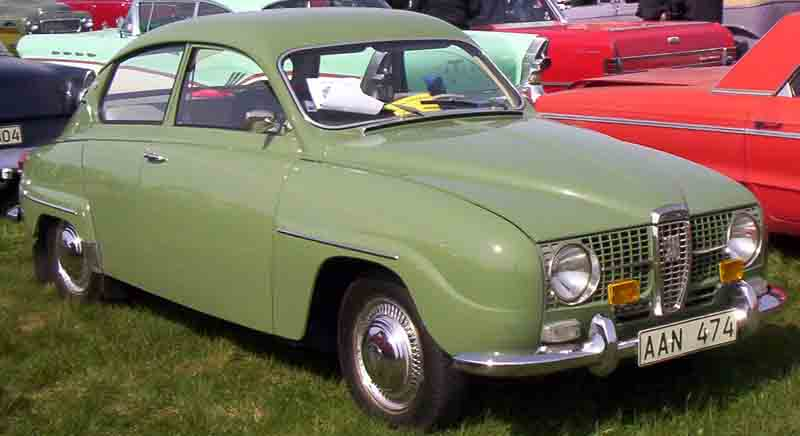
1965 Saab 96 con el morro alargado para acomodar el radiador

En comparación con su predecesor, el Saab 93, el 96 presentaba un espacio de almacenamiento más grande y de más fácil acceso y una ventana trasera más grande. La parte delantera se alargó para los modelos de 1965, en preparación para alojar un nuevo motor, y el radiador se colocó por delante del motor, en lugar de por encima y por detrás, un vestigio del uso del termosifón. Tanto las ventanas delanteras como las traseras se ampliaron ligeramente en los modelos de 1968.

## Motor

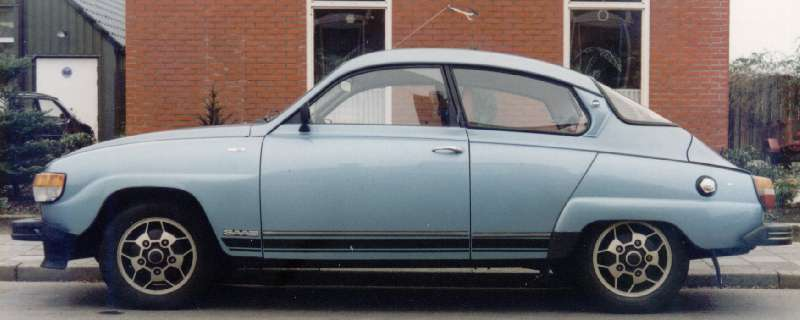
Saab 96 V4 de 1979, lanzado para celebrar los 25 años de Saab en Holanda

El Saab 96 tenía un diseño con motor delantero longitudinal. Tal como se diseñó inicialmente, tenía un motor de tres cilindros y 38 CV (28 kW), un motor Saab de dos tiempos de 841 cc, incrementado en 1965 a 40 CV (29 kW). En los modelos Sport y Monte Carlo se utilizó una versión opcional del motor con triple carburador e inyección de aceite que rendía 52 CV (38 kW). La potencia adicional se obtenía gracias a una culata modificada y contrapesos en el cigüeñal, que permitían disponer de una mayor relación de compresión. Para los modelos de 1966, el motor estándar del 96 que desplazaba 841 cc y usaba aceite premezclado, apareció con un carburador Solex con tres estranguladores en el que el cuerpo central manejaba las funciones de arranque, ralentí y baja velocidad, aumentando la potencia a 42 CV (31 kW). El mismo carburador se había utilizado en los modelos Monte Carlo y Sport. Un eje de acelerador común minimizó los problemas de sincronización del carburador.
En 1967, Saab comenzó a comercializar el 96 V4, con el motor del Ford Taunus V4, un propulsor V4 de cuatro tiempos y 1498 cc desarrollado originalmente para el Ford Taunus 15M de 1962. El proyecto de Saab para obtener un motor de cuatro tiempos se denominó "Operación Kajsa". La opción de dos tiempos se ofreció hasta 1968. Los motores de cuatro tiempos habían sido probados antes, entre 1962 y 1964 por Kjell Knutsson e Ingvar Andersson a las órdenes de Rolf Mellde, probándose tres motores diferentes: un 45 CV Lloyd Arabella de 897 cc; un motor BMC A-Series de 848 cc de 33 CV y un motor Lancia Appia de 1089cc y 48 CV. Sin embargo, la opinión de Rolf Mellde de que Saab necesitaba cambiar a un motor de cuatro tiempos sería aplazada por el director ejecutivo Tryggve Holm. Mellde, en total desacuerdo con Holm, se puso en contacto con Marc Wallenberg, hijo de Marcus Wallenberg, el principal accionista de Saab. Su propuesta tuvo éxito y pudieron comenzar las pruebas. Los motores probados fueron el Volvo B18, el Ford V4, el Triumph 1300, el Lancia V4, y otros propulsores de Opel, Volkswagen y del Hillman Imp.
El B18 fue el más fiable, pero el Ford V4 no se quedó atrás, y era significativamente más fácil de montar en el compartimiento del motor del Saab 96. Las pruebas se realizaron con el máximo secreto. Per Gillbrand solicitó un permiso y dijo que iba a dirigir el taller de pintura de su padre. En realidad, viajó a Desenzano del Garda en el norte de Italia con un prototipo del Saab 96 V4 para ponerlo a prueba. Cinco meses antes de iniciar la producción, solo siete personas sabían de la existencia del proyecto del nuevo motor. Para mantener el secreto, alquilaron una casa al oeste de Kristinehamn, creando una empresa pantalla denominada Maskinverktyg AB. El departamento de compras de Saab no se dio cuenta de lo que estaba sucediendo, algo que provocó un incidente cuando Rune Ahlberg canceló los pedidos de cables para el motor de dos tiempos y el departamento de compras llamó al proveedor y les ordenó enérgicamente que mantuvieran sus entregas. En la última semana de julio, justo antes de las vacaciones de verano, se dio a conocer información sobre el nuevo motor a más personas y se les comunicó que la producción a gran escala comenzaría en cuatro semanas. Para seguir manteniendo el secreto, a 40 miembros del personal ordinario se les pidió que se presentaran a trabajar para solucionar un problema con los frenos de disco. Justo antes de la presentación oficial, un periodista pudo ver un camión cargado con Saab 96 en los que figuraban pegatinas con el rótulo V4 en los parachoques delanteros.
Los motores V4 ordinarios producidos entre 1967 y 1976 rendían 65 CV (48 kW). Los automóviles del primer año de producción tenían motores con el sello "Ford Motor Company". Para el modelo sueco del año 1976, el automóvil, entonces conocido como 96L, vio su potencia reducida a 62 CV debido a las nuevas regulaciones de emisiones suecas. Sin embargo, los modelos de 1977 a 1980 disponían de 68 CV (50 kW), gracias a un carburador Solex 32TDID de dos etapas. El V4 96 podía acelerar de 0 a 100 km/h en 16 segundos. En agosto de 1975 (llamado "1975B" en Suecia, ya que el motor menos potente se mantuvo para los automóviles comercializados después del comienzo del año nuevo, cuando entraron en vigor las nuevas normas de emisiones), el automóvil recibió nuevos parachoques que absorbían impactos similares a los del 99 y una placa inferior rediseñada que permitía que el asiento trasero se moviera 5 cm (2 plg) más hacia atrás.
En Estados Unidos, el motor de dos tiempos fue llamado "Shrike" en 1967 y 1968. Su cilindrada se redujo levemente para 1968 a 795 cc, con el fin de evitar las regulaciones de emisiones que eximían a los motores por debajo de 50 plg³ (819 cm³). Los V4 utilizados en los automóviles estadounidenses tenían un motor de alta compresión de 1500 cc con 73 HP (54 kW; 74 CV). Para el modelo del año 1971, se cambió a un motor de baja compresión de 1700 cc, para no perder potencia y cumplir con las nuevas regulaciones de emisiones. La potencia declarada se redujo a 65 HP (48 kW; 66 CV) para 1972, ya que las cifras brutas medidas según el criterio SAE se abandonaron a favor de índices de rendimiento neto más bajos. 1973 fue el último año en que el 96/95 estuvo disponible en los Estados Unidos.

### Tren de transmisión
El Saab 96 y su hermano familiar, el Saab 95, presentaban el cambio montado en la columna del volante. La cja de cambios originalmente tenía tres marchas, la primera no sincronizada. Más adelante, se ofreció una opción de cuatro velocidades, con la primera marcha sincronizada, y se eliminó la de tres velocidades.
Una característica inusual de la transmisión Saab fue un 'piñón libre' (embrague de rueda libre). Esto permitió que la transmisión funcionara más rápido que el motor, como al desacelerar o al descender una colina larga. Aunque antes se habían incorporado tales ruedas libres en otros automóviles como medida de economía, el Saab necesitaba este sistema debido a la limitada lubricación del motor de dos tiempos. Un motor de dos tiempos requiere lubricación de acuerdo con su velocidad, pero en la práctica esta lubricación es proporcional a la apertura del acelerador (dado que recibe el aceite mezclado con la gasolina solo cuando esta entra al cilindro). Cuando el motor funciona a altas revoluciones por minuto pero se cierra la admisión (como cuando se desciende una pendiente larga), la lubricación proporcionada puede ser insuficiente. Con la rueda libre, un motor en marcha libre podía reducir su velocidad al ralentí, por lo que solo necesitaría la pequeña lubricación disponible con el acelerador cerrado y la marcha en vacío. En ciertos modelos de alto rendimiento y en los modelos posteriores de dos tiempos, la inyección directa de aceite en el motor desde un depósito separado permitió que la lubricación estuviera ligada a las RPM del motor e hizo innecesaria la mezcla del aceite lubricante con la gasolina.
El piñón libre se mantuvo en la variante de cuatro tiempos, hasta el final de la producción y en el Saab 99 con el motor Triumph de 1709 cc. Un pequeño inconveniente de la rueda libre, especialmente para los conductores que no estaban familiarizados con el Saab, es que hacía que el freno de motor no estuviera disponible, aunque podía activarse o desactivarse manualmente mediante un control situado en el espacio para los pies. Inhabilitar la rueda libre usando el pie podía ser difícil, ya que implicaba tirar de un 'mango en T' diseñado para ser operado con una mano.

## Suspensión
La suspensión delantera usaba dobles horquillas y muelles helicoidales, mientras que la suspensión trasera la componía un eje de viga en U con resortes helicoidales. Se utilizaron amortiguadores telescópicos para las cuatro ruedas. Hasta el modelo del año 1967, se utilizaron frenos de tambor  en las cuatro ruedas. Sin embargo, a partir de 1967, con la llegada del motor V4, los modelos fueron equipados con frenos de disco delanteros.

## Saab 96 en los rallies

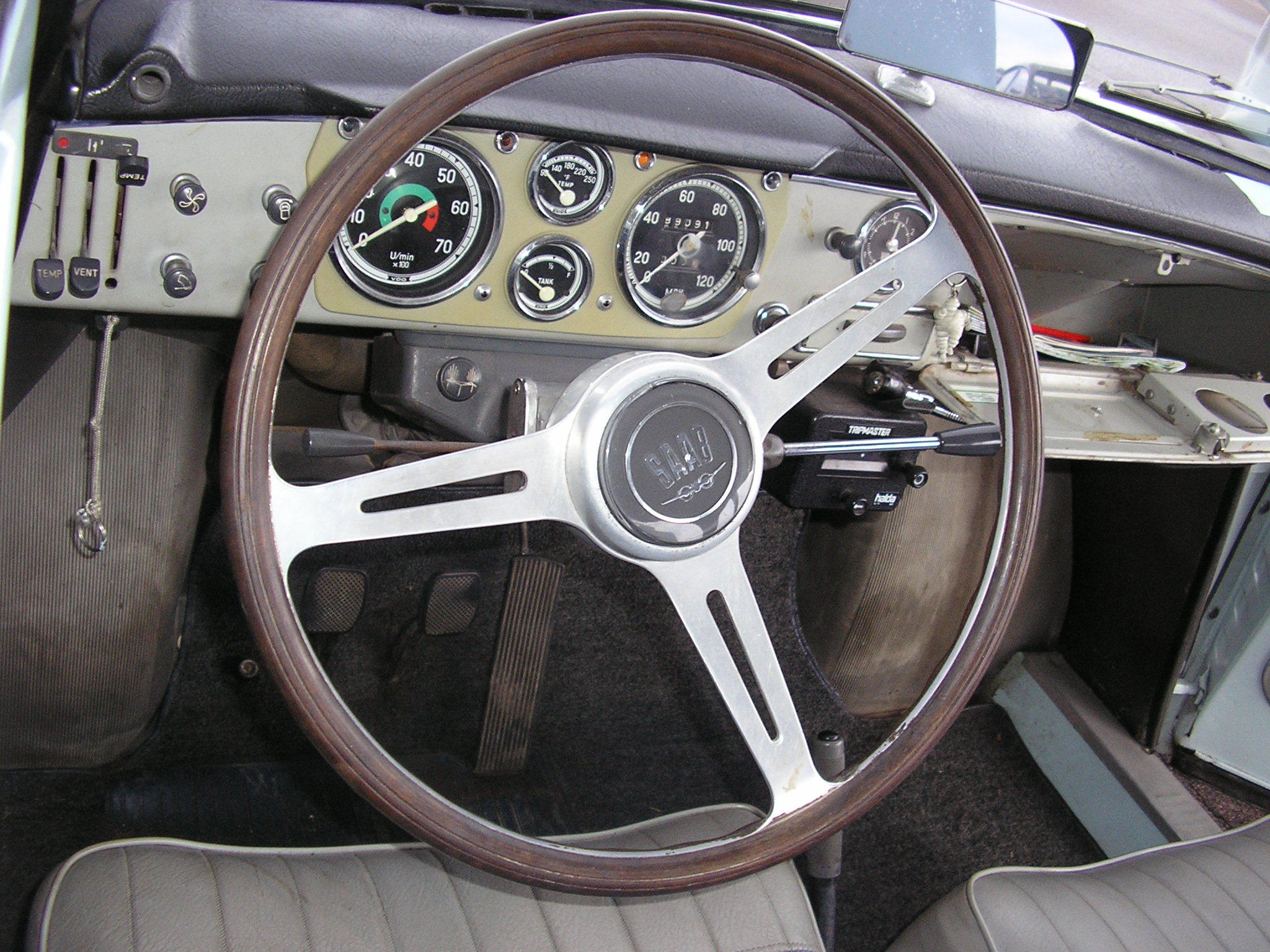
Tablero de instrumentos de un Saab GT850, con el contador de color negro del sistema Halda Tripmaster a la derecha del volante, bajo el cuadro de instrumentos

El Saab 96 fue conducido por Erik Carlsson en numerosos rallies internacionales. Sus éxitos más relevantes serían sus victorias en el Rally de Gran Bretaña de 1960, 1961 y 1962; y en el Rally de Montecarlo de 1962 y 1963. Estas sucesivas victorias de alto nivel pusieron al Saab 96 'en el mapa', consolidando su reputación de fiabilidad y resistencia. Carlsson también compitió en el Rally Safari. El Saab 96 también sería conducido por pilotos como Simo Lampinen, Per Eklund, Pat Moss-Carlsson, Tom Trana, Stig Blomqvist y Carl Orrenius.

### Victorias en el WRC
| N.º | Prueba             | Temporada | Piloto         | Copiloto        | Coche      |
| --- | ------------------ | --------- | -------------- | --------------- | ---------- |
| 1   | Rally de Suecia 24 | 1973      | Stig Blomqvist | Arne Hertz      | Saab 96 V4 |
| 2   | Rally de Suecia 26 | 1976      | Per Eklund     | Björn Cederberg | Saab 96 V4 |

## Récord de velocidad en tierra
El 16 de agosto de 2011, un Saab 96 de 1966 conducido por Alex LaFortune estableció un nuevo récord de velocidad en el Salar de Bonneville para automóviles de producción y carrocería de serie, con motores de 750 cc, con una marca de 110,113 millas por hora (177,21 km/h).

## Cifras de producción
La última fecha de producción del Saab 96 fue el 11 de enero de 1980 (Número de chasis 96806002814), el último VIN (96806002820) se fabricó el 3 de enero de 1980. Estos coches fueron construidos por Valmet Automotive en Uusikaupunki, Finlandia.
El Saab 96 fue sucedido por el Saab 99, introducido en 1967, y posteriormente por el Saab 900, introducido en 1978. Se fabricó un total de 547.221 unidades. Su lugar en la planta de Uusikaupunki fue asumido por el Simca-Talbot Horizon, de un tamaño similar.

## Sellos postales
- El Saab 96 se presenta en varios sellos postales. Concretamente, un Saab 96 del Rally de Montecarlo, conducido por Erik Carlsson, aparece en un sello sueco.

## Lecturas relacionadas
- Robson, Graham (2010). Saab 96 &, V4. Rally Giants. Veloce Publishing Ltd. p. 128. ISBN 9781845842567.